# Festival du film de Munich
Le Festival du film de Munich (en allemand Filmfest München) est le deuxième festival du film le plus important d'Allemagne après la Berlinale.

## Historique

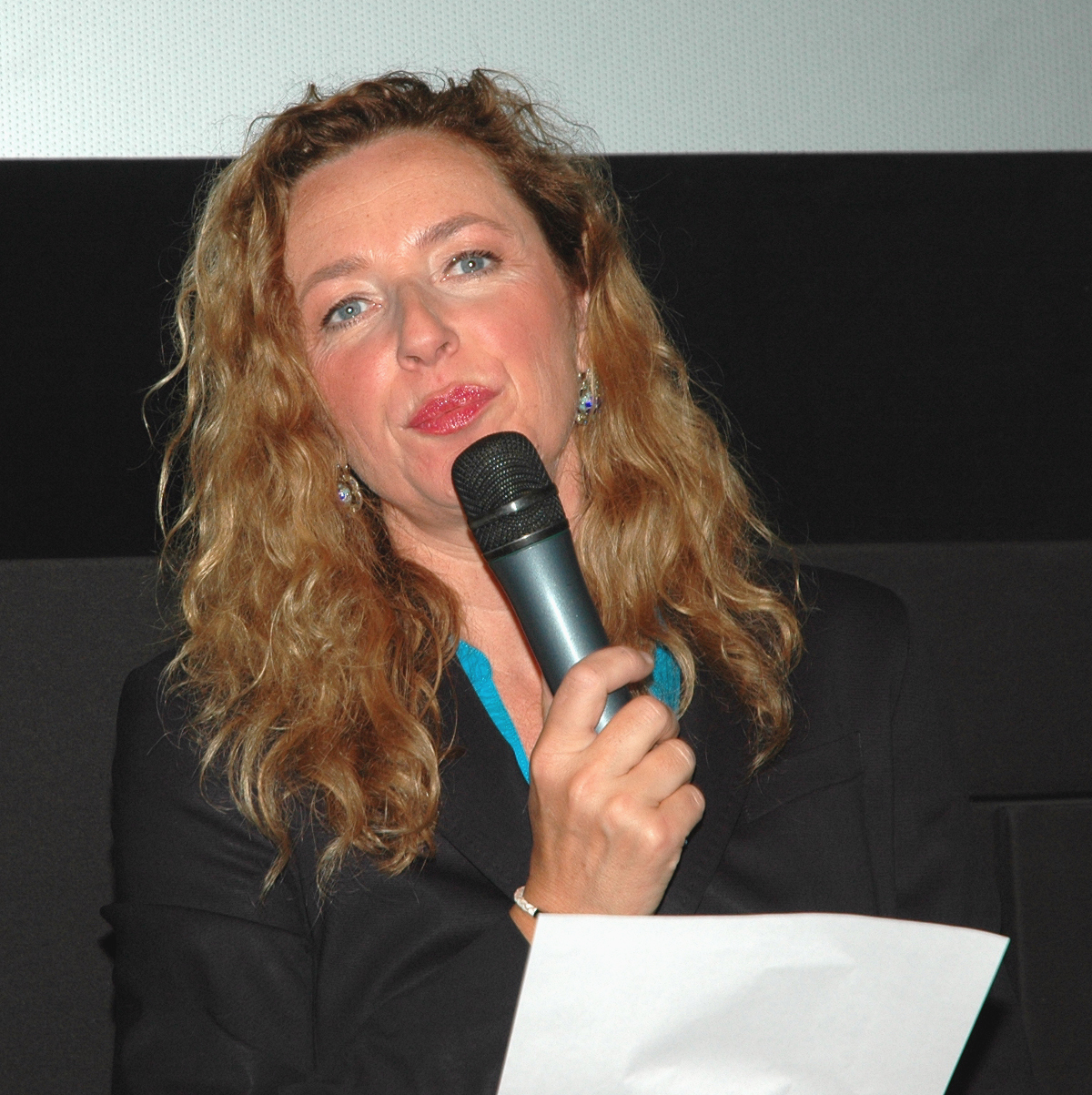
Diana Iljine, directrice du festival depuis 2011

Le Festival du film de Munich se tient chaque année à Munich depuis 1983 à la fin du mois de juin. Il présente environ 180 longs métrages de fiction et de documentaires, souvent en première allemande, européenne ou mondiale, sur 18 écrans, et répartis dans une douzaine de sélections. 
Le festival est dirigé par Diana Iljine (en) depuis août 2011. Ses deux grands partenaires sont l'État libre de Bavière et la ville de Munich,,,.

## Catégories de récompense
- Éléphant blanc (White Elephant)
- Prix Un Avenir (One Future Prize)
- Meilleur acteur enfant (Best Child Actor / Bester Kinderdarsteller)

## Palmarès 2008

### Prix Un Avenir

#### Meilleur réalisateur
- Laurent Cantet pour Entre les murs

## Palmarès 2009

### Prix éléphant blanc

#### Meilleur acteur enfant
- Alina Freund pour le rôle de Lilli dans Lili la petite sorcière, le Dragon et le Livre magique (Hexe Lilli: Der Drache und das magische Buch)

## Palmarès 2025
- CineMaster Award : Kika de Alexe Poukine
- CineKindl : Hola Frida de André Kadi et Karine Vézina
- International Audience Award : Valeur sentimentale de Joachim Trier